# ランカスター公領
ランカスター公領 （ランカスターこうりょう 英:Duchy of Lancaster）は、ランカスター公というイギリスの君主の私有不動産である。この不動産の主な目的は、同君主に独立した収入源を与えることにある。その不動産は君主のために信託されている土地、財産、資産といったポートフォリオを構成しており、クラウン・エステートとは別に管理されている。同公領はイングランドとウェールズにまたがる18,433haの土地保有（農村地や耕作地を含む）、都市開発、歴史的建造物、一部商業施設で構成されている（特にチェシャー、スタッフォードシャー、ダービーシャー、リンカーンシャー、ヨークシャー、ランカシャー 、ロンドン市内のサヴォイ行政区）。ランカスター公領は英国に2つある王室公領の1つで、もう一つがコーンウォール公領である。
2018年3月31日の年度末会計で、この不動産は約5億3400万ポンド（約790億円）と評価された。公領の純利益はランカスター公爵としてこの地を治める君主に支払われ、その額は年間約2000万ポンド（約29.6億円）に上る。公領は将来の君主のために信託保有がなされる英国王室の不可侵資産であるため、同君主にはポートフォリオの資本や資本利得を受け取る権利はない。ランカスター公領は課税対象ではないものの、同君主は1993年より所得税とキャピタル・ゲイン課税の両方を自発的に支払っている。それゆえ、公領からの歳入が多くを占める国王手元金 (Privy Purse) が受け取ることになる歳入は、公的支出が控除されてから課税される。 
この公領は、君主に代わるランカスター公領大臣（英首相の勧告を受けて英国君主に任命された政府大臣）および枢密院書記官長によって管理されている。不動産の財務鑑定や不動産投資などの日々管理は公領評議会(Duchy Council)の役員に委任されており、公領大臣がその不動産の効果的運営について議会に答弁する。

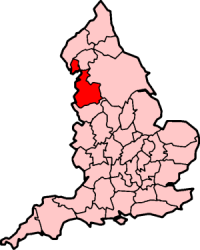
イングランドのうちランカシャー州のパラティン（王権の一部行使が許された地域、王権伯領）を図示したもの。

この公領は、英国王室の権限や儀礼的義務の一部をランカシャーの歴史的カウンティ内で執り行う。ここには現行のランカシャー典礼カウンティやグレーター・マンチェスターやマージーサイドのほか、カンブリアのファーネス地域も含まれる。1972年の地方自治体法 (Local Government Act 1972) 以来、君主が公領の権利においてグレーターマンチェスター、マージーサイド、ランカシャーの州長官および統監を任命する。

## 歴史
ランカスター公領はエドワード3世の三男ジョン・オブ・ゴーントのために創設されたもので、彼がランカスターの相続人ブランシュとの結婚によりその構成地を取得した。ランカスターが受け継ぐ土地は1265年にさかのぼり、ヘンリー3世が次男エドマンド・クラウチバックに与えた当時 、その地は第6代レスター伯シモン・ド・モンフォールより剥奪したものだった。 1266年、第2次バロン戦争のもう一人の主役である第6代ダービー伯ロバート・フェラーズの不動産が追加された。1267年、この不動産がランカスターのカウンティ、名誉、城として付与された。1284年、エドマンドは彼の母親エリナー・オブ・プロヴァンス（最初の被譲与者ピーター2世 (サヴォイ伯)の姪）よりサヴォイ行政区を与えられた。1351年、エドワード3世はランカシャーを王権伯領 (County palatine) に引き上げ、その所有者であるヘンリー・オブ・グロスモント（エドマンドの孫）がランカスター公爵に叙せられた。彼の死後、1362年の憲章は彼の義理の息子ジョン・オブ・ゴーント（ランカスター伯爵で彼の遺体相続人）にその公領を授けた。
ヘンリー4世の最初の行動は、ランカスターの受け継ぐ土地が英国王室の所有物とは別に保持され、男性の相続人に渡るべきとの宣言だった。この識別分離は1461年にランカスター公爵の称号下での相続と伯領の責務を組み込んだ際エドワード4世によって承認されたもので、それが同公爵とその相続人によって他の相続とは別に保持されると規定していたのだが、ヘンリー6世の私権剥奪で没収されて英国王室と一緒に相続されることとなった。以来この公領は君主の統治へと移るも、1760年に議会の定めた王室費と引き換えでクラウン・エステートに移譲されるのを防いだ。主にそれは君主(2025年現在は、チャールズ3世)に属する土地の相続財産である。
2011年、同公領は資産の再配分計画を策定し、ランカシャーにあるウィンマーリー農場の大部分を売却して、2012年6月までにウィンマーリー村役場委員会に土地区画を寄付した。
2017年、パラダイス文書はこの公領がケイマン諸島とバミューダ諸島のオフショア金融センター2か所に投資していることを明らかにした。どちらも女王・エリザベス2世が当時の君主であり、名目上は知事を任命するイギリスの海外領土である。イギリスが両諸島の外交政策の大半を処理しているが、1620年よりバミューダは自治状態である。同公領の投資には、酒類小売業のFirst Quench Retailing（英国で業界最大手のチェーン店）や購入選択権付き賃貸 (rent to own) 小売業のBrightHouse（英国で業界最大手）が含まれていた。労働党のジェレミー・コービン党首は、租税回避目的でオフショアにお金を置いている人は誰であれ「謝罪するだけでなく、我々の社会に何をするのかを認識すべきだ」と語り、女王は謝罪するべきではないのかと断じた。公領の広報担当は、自分達の投資は全て監査を受けていて適法なものであり、また女王は公領の投資から受け取った所得にかかる税金を自発的に収めていると述べた。

## 役割
この公領は君主の私的財産であり、1399年以来ヘンリー・ボリングブルック（ヘンリー4世）が保有していたランカスター公爵は、彼の王位就任で英国王室と一体化した。
その長官はランカスター公領大臣であり、時に閣僚が保持したりもするが常に大臣のポストである。少なくとも直近2世紀にわたって、この不動産は副大臣によって運用されている。同大臣は、その管理について重要な義務にほとんど携わらない無任所大臣として扱われる。
君主は公領の歳入から国王手元金を引き出す。2015年3月末会計年度の黒字は1600万ポンド（約29.6億円）で、公領の価額は4億7200万ポンド（約872億円）以上とされた。その土地保有は、18世紀から年間歳出の受領と引き換えで財務省に歳入が渡ることとなるクラウン・エステートと混同されるべきではない。
この不動産の日々の任務を遂行する公領評議会の執行役員達は、評議会の書記官長（最高経営責任者）、評議会の議長、最高財務責任者(CFO)である。大臣は、公領の権利を握る女王に代わってバルモート裁判所の官吏任命を担当する。 

## 国王大権
ランカスター公領とコーンウォール公領はいずれも、貴族の保有する他の不動産や王権伯領には行使できない特別な法的権限を有しており、例えば公領全域にある無主物 (Bona vacantia) は英国王室ではなくその公爵の利得になるよう機能する。公領内の無主物から生じる収益は、登録済みの慈善団体2か所に分配される。無主物はそもそも国王大権 (イギリス)の美徳で生まれたもので、幾つかの点でその地位が残っているが、現在では無主物の主な権利は英国法令（1925年不動産管理法 (administration of estates act 1925) と2006年会社法 (Companies Act 2006) ）に基づいている。
この不動産用に別の法務長官がいる。一般的に課税控除は同じ方針に従う傾向がある。英国の大半地域における王室に属する権利が、公領では代わりに同公爵に属するものとなっている。一般的に、この種の権利に関する議会法が2つある公領への特別な免除を明確に定め、その適用範囲を指定する。特に土地の会計監査や譲渡処分に関しては、厳格な規制が適用される。

## 保有不動産

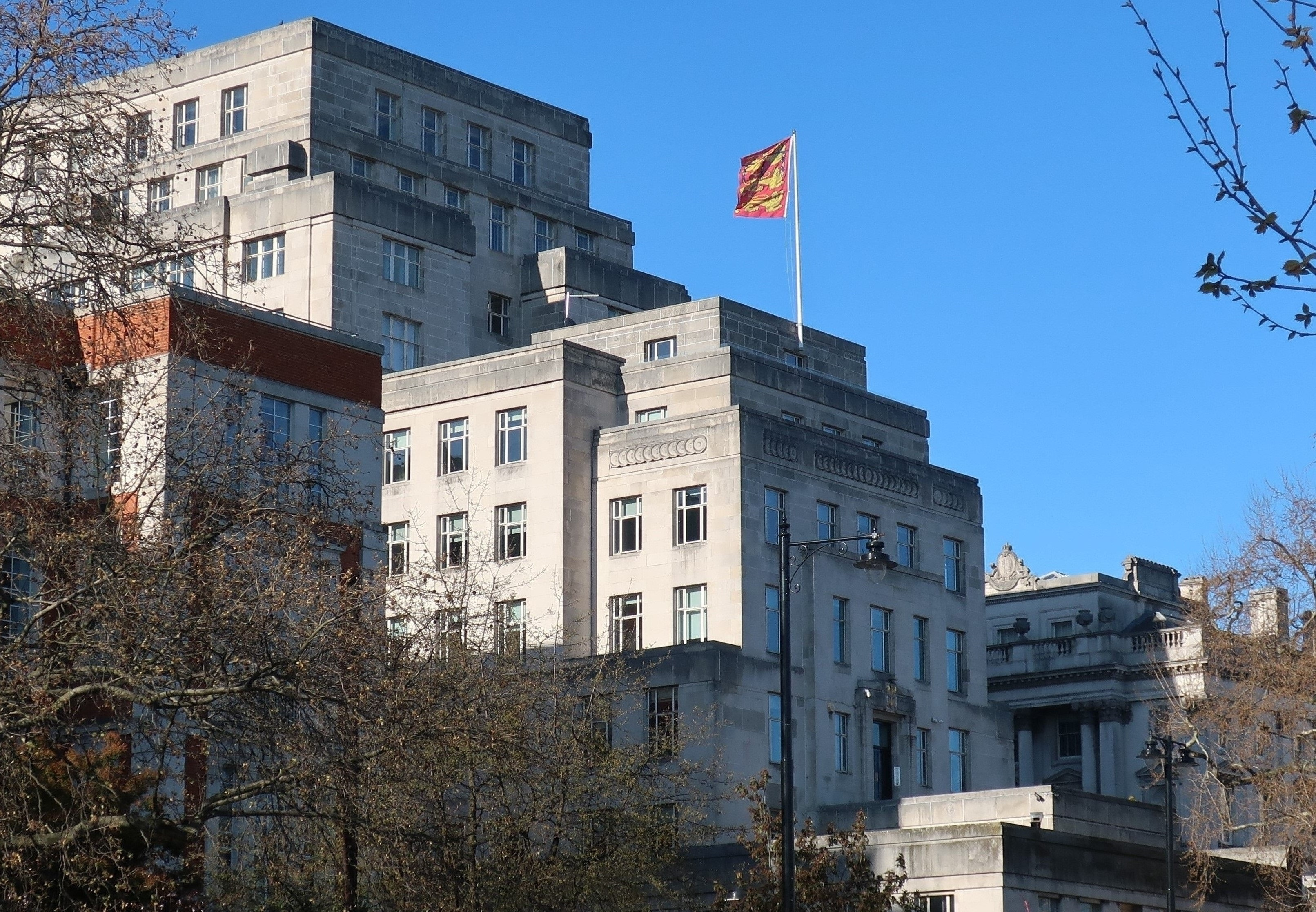
ロンドンのランカスタープレイス通りにあるランカスター公領の本部事務所。公領旗を掲げている。

公領の保有不動産はサーベイと呼ばれる区画6つに分けられ、農村部が5つで都市部が1つある。農村部サーベイが資産と面積の大部分を占めるが、都市部サーベイがより大きな歳入を生みだしている。保有不動産は、結婚、相続、贈呈、没収を通じて、また近現代では売買によって蓄積されていった。
- 保有不動産は、北がバロー＝イン＝ファーネスから南がマージー川の中間点に至るランカシャーの潮間帯までが含まれる[31]
- 鉱物[32]
- ランカスター城[33]
- ランカシャー・サーベイは以下の農村5つで構成され、合計3900haに及ぶ[34]
  - パッテン・アームズの大衆酒場[22]
  - マイヤーズコーの不動産 - 13世紀以来保有
  - サルウィック の不動産
  - ワイヤサイドの不動産
  - ホワイトウェルの不動産 - ボウランドの森にある2400ha
- チェシャー・サーベイ[35]
  - クルー (イングランド) が主要不動産 - 現在1380ha
- サザン（南部）・サーベイ - 主にノーサンプトンシャーとリンカンシャーに位置する 3382haの農場[36]
  - ノーサンプトンシャー州ハイアム・フェラーズの不動産 - 1266年に農場2か所を追加取得し、職業訓練校、モールトン大学、18ホールのゴルフコースといったベンチャー事業が含まれる。2018年11月、同公領とAFCラシュデン・アンド・ダイアモンズというサッカークラブとの合意で、サッカー場とクラブ施設を建設する目的の土地が確保された[37]
  - オグモアの不動産 - 1500haで、石灰岩の採石場、オグモア城、ゴルフコースがある
  - キャッスルトンの不動産 - 114haの放牧地
- スタッフォードシャー・サーベイ - スタッフォードシャーの3000haには、製材所、乗馬センター、事務所、民間飛行場を含む60の家屋があるほか、森林が600エーカーある[38]
  - スタッフォードシャーのタットベリー城
- ヨークシャー・サーベイ- 6800ha[39]
  - ゴースランドの不動産 - 4100ha
- アーバン（都市部）・サーベイ[40]
  - ロンドンのサヴォイ行政区
  - ハロゲイトの不動産 - 介護施設、ホテル、学校

## 利益剰余金/歳入
ランカスター公領からの利益剰余金や歳入は、歳月と共に大幅な増加を見せている。1952年の黒字は年間10万ポンドだった。約50年後の2000年、利益剰余金は580万ポンドに増加した。2010年の利益剰余金は1320万ポンドで、2017年までに1920万ポンドに増加した。